# Elezioni comunali in Puglia del 2000
Le elezioni comunali in Puglia del 2000 si sono svolte il 16 aprile, con eventuale turno di ballottaggio il 30 aprile, in contemporanea con le elezioni amministrative nelle altre regioni italiane e le elezioni regionali in Puglia. Complessivamente, sono andati al voto 41 comuni pugliesi, di cui 17 con popolazione superiore ai 15.000 abitanti.

## Riepilogo sindaci eletti
Coalizione di centro-sinistra
     Coalizione di centro-destra
     L'Ulivo
     Coalizione di sinistra
     Cristiani Democratici Uniti
     Commissario prefettizio
| Provincia | Comune                | Popolazione legale (censimento 1991) | Sindaco uscente | Sindaco uscente                           | Sindaco eletto | Sindaco eletto                        | Primo turno | Primo turno | Secondo turno | Secondo turno | Seggi   |
| Provincia | Comune                | Popolazione legale (censimento 1991) | Sindaco uscente | Sindaco uscente                           | Sindaco eletto | Sindaco eletto                        | Voti        | %           | Voti          | %             | Seggi   |
| --------- | --------------------- | ------------------------------------ | --------------- | ----------------------------------------- | -------------- | ------------------------------------- | ----------- | ----------- | ------------- | ------------- | ------- |
| Bari      | Acquaviva delle Fonti | 21.229                               |                 | Nicola D'Ambrosio (Ind.)                  |                | Francesco Pistilli (FI)               | 6.860       | 48,03       | 7.256         | 58,83         | 9 / 20  |
| Bari      | Andria                | 90.063                               |                 | Vincenzo Caldarone (DS)                   |                | Vincenzo Caldarone (DS)               | 27.605      | 50,08       | —             | —             | 18 / 30 |
| Bari      | Canosa di Puglia      | 31.240                               |                 | Antonio Nunziante                         |                | Giovanni Franco Nicola Lomuscio (PPI) | 7.816       | 46,21       | —             | —             | 18 / 30 |
| Bari      | Corato                | 42.750                               |                 | Giuditta Montanari                        |                | Ruggiero Maria Fiore                  | 12.813      | 47,03       | 13.590        | 63,42         | 18 / 30 |
| Bari      | Gravina in Puglia     | 39.261                               |                 | Remo Barbi (PPI)                          |                | Remo Barbi (PPI)                      | 11.232      | 44,61       | —             | —             | 18 / 30 |
| Bari      | Mola di Bari          | 25.847                               |                 | Vincenzo Nicola Cristino (DS)             |                | Vincenzo Nicola Cristino (DS)         | 5.809       | 38,91       | 7.243         | 52,35         | 12 / 20 |
| Bari      | Polignano a Mare      | 15.849                               |                 | Donato Cafagna                            |                | Angelo Raffaele Bovino (PPI)          | 6.215       | 55,54       | —             | —             | 12 / 20 |
| Brindisi  | San Pietro Vernotico  | 15.469                               |                 | Giuseppe Romano (DS)                      |                | Nicola Dione (FI)                     | 3.873       | 40,09       | 4.576         | 52,55         | 12 / 20 |
| Foggia    | Cerignola             | 55.052                               |                 | Rocco Mario Musto (AN) (vicesindaco f.f.) |                | Antonio Giannatempo (AN)              | 15.353      | 50,80       | —             | —             | 18 / 30 |
| Foggia    | Manfredonia           | 58.318                               |                 | Gaetano Prencipe (Ind.)                   |                | Francesco Paolo Campo (DS)            | 14.476      | 43,62       | 13.114        | 51,92         | 18 / 30 |
| Foggia    | San Giovanni Rotondo  | 24.378                               |                 | Davide Pio Fini (Ind.)                    |                | Antonio Squarcella (FI)               | 4.992       | 33,34       | 5.841         | 53,94         | 12 / 20 |
| Lecce     | Galatina              | 29.296                               |                 | Giuseppe Garrisi (Ind.)                   |                | Giuseppe Garrisi (Ind.)               | 7.391       | 39,08       | 8.461         | 52,37         | 7 / 20  |
| Lecce     | Maglie                | 15.223                               |                 | Francesco Chirilli (FI)                   |                | Francesco Chirilli (FI)               | 6.479       | 62,13       | —             | —             | 14 / 20 |
| Taranto   | Castellaneta          | 17.294                               |                 | Rocco Vito Loreto (DS)                    |                | Rocco Vito Loreto (DS)                | 6.811       | 55,68       | —             | —             | 12 / 20 |
| Taranto   | Sava                  | 16.579                               |                 | Aldo Maggi (PPI)                          |                | Aldo Maggi (PPI)                      | 5.538       | 52,65       | —             | —             | 12 / 20 |
| Taranto   | Statte                | 14.477                               |                 | Angelo Gigante (DS)                       |                | Angelo Gigante (DS)                   | 3.329       | 38,53       | 3.821         | 51,65         | 12 / 20 |
| Taranto   | Taranto               | 217.809                              |                 | Costantino Ippolito                       |                | Rossana Di Bello (FI)                 | 61.252      | 49,03       | 55.181        | 57,55         | 24 / 40 |

## Provincia di Bari

### Acquaviva delle Fonti
| Candidati                          | Candidati                     | II turno             | II turno           | I turno | I turno | Liste                   | Voti   | %     | Seggi |
| Candidati                          | Candidati                     | Voti                 | %                  | Voti    | %       | Liste                   | Voti   | %     | Seggi |
| ---------------------------------- | ----------------------------- | -------------------- | ------------------ | ------- | ------- | ----------------------- | ------ | ----- | ----- |
|                                    | Francesco Pistilli ✔️ Sindaco | 7 256                | 58,83              | 6 860   | 48,03   | Forza Italia            | 3 947  | 29,57 | 7     |
| Alleanza Nazionale                 | Francesco Pistilli ✔️ Sindaco | 7 256                | 58,83              | 6 860   | 48,03   | 619                     | 4,64   | 1     |       |
| Cristiani Democratici Uniti        | Francesco Pistilli ✔️ Sindaco | 7 256                | 58,83              | 6 860   | 48,03   | 527                     | 3,95   | –     |       |
| Movimento Sociale Fiamma Tricolore | Francesco Pistilli ✔️ Sindaco | 7 256                | 58,83              | 6 860   | 48,03   | 226                     | 1,69   | –     |       |
|                                    | Ferdinando Pappalardo         | 5 078                | 41,17              | 6 327   | 44,30   | Democratici di Sinistra | 1 536  | 11,51 | 3     |
| Partito Popolare Italiano          | Ferdinando Pappalardo         | 5 078                | 41,17              | 6 327   | 44,30   | 1 438                   | 10,77  | 2     |       |
| Rinascita                          | Ferdinando Pappalardo         | 5 078                | 41,17              | 6 327   | 44,30   | 1 022                   | 7,66   | 2     |       |
| Rinnovamento Italiano              | Ferdinando Pappalardo         | 5 078                | 41,17              | 6 327   | 44,30   | 960                     | 7,19   | 2     |       |
| I Democratici                      | Ferdinando Pappalardo         | 5 078                | 41,17              | 6 327   | 44,30   | 921                     | 6,90   | 1     |       |
| Città per l'Uomo                   | Ferdinando Pappalardo         | 5 078                | 41,17              | 6 327   | 44,30   | 415                     | 3,11   | –     |       |
| Socialisti Democratici Italiani    | Ferdinando Pappalardo         | 5 078                | 41,17              | 6 327   | 44,30   | 339                     | 2,54   | –     |       |
| Partito dei Comunisti Italiani     | Ferdinando Pappalardo         | 5 078                | 41,17              | 6 327   | 44,30   | 157                     | 1,18   | –     |       |
| UDEUR                              | Ferdinando Pappalardo         | 5 078                | 41,17              | 6 327   | 44,30   | 129                     | 0,97   | –     |       |
| Seggio di coalizione               | Seggio di coalizione          | Seggio di coalizione | 41,17              | 6 327   | 44,30   | 1                       |        |       |       |
|                                    | Domenico Patella              | Domenico Patella     | Domenico Patella   | 759     | 5,31    | Centro (A)              | 877    | 6,57  | –     |
| Seggio di coalizione               | Seggio di coalizione          | Seggio di coalizione | Domenico Patella   | 759     | 5,31    | 1                       |        |       |       |
|                                    | Pasquale Romanelli            | Pasquale Romanelli   | Pasquale Romanelli | 336     | 2,35    | Rifondazione Comunista  | 235    | 1,76  | –     |
| Totale                             | Totale                        | 12 334               | 100                | 14 282  | 100     |                         | 13 348 | 100   | 20    |
|                                    |                               |                      |                    |         |         |                         |        |       |       |
| Fonte: Ministero dell'interno      |                               |                      |                    |         |         |                         |        |       |       |

### Andria
|                                                       | Vincenzo Caldarone ✔️ Sindaco | 27 605               | 50,08 | Democratici di Sinistra | 8 358  | 16,73 | 6  |  |  |
| Partito Popolare Italiano                             | Vincenzo Caldarone ✔️ Sindaco | 27 605               | 50,08 | 7 774                   | 15,56  | 6     |    |  |  |
| I Democratici                                         | Vincenzo Caldarone ✔️ Sindaco | 27 605               | 50,08 | 2 965                   | 5,93   | 2     |    |  |  |
| Rifondazione Comunista                                | Vincenzo Caldarone ✔️ Sindaco | 27 605               | 50,08 | 2 925                   | 5,85   | 2     |    |  |  |
| Partito dei Comunisti Italiani                        | Vincenzo Caldarone ✔️ Sindaco | 27 605               | 50,08 | 1 341                   | 2,68   | 1     |    |  |  |
| Federazione dei Verdi                                 | Vincenzo Caldarone ✔️ Sindaco | 27 605               | 50,08 | 1 301                   | 2,60   | 1     |    |  |  |
| Rinnovamento Italiano-Socialisti Democratici Italiani | Vincenzo Caldarone ✔️ Sindaco | 27 605               | 50,08 | 845                     | 1,69   | –     |    |  |  |
| UDEUR                                                 | Vincenzo Caldarone ✔️ Sindaco | 27 605               | 50,08 | 258                     | 0,52   | –     |    |  |  |
|                                                       | Benedetto Fucci               | 27 521               | 49,92 | Forza Italia            | 12 895 | 25,80 | 7  |  |  |
| Alleanza Nazionale                                    | Benedetto Fucci               | 27 521               | 49,92 | 4 711                   | 9,43   | 2     |    |  |  |
| Lista civica di centro-destra                         | Benedetto Fucci               | 27 521               | 49,92 | 1 843                   | 3,69   | 1     |    |  |  |
| Centro Cristiano Democratico                          | Benedetto Fucci               | 27 521               | 49,92 | 1 801                   | 3,60   | 1     |    |  |  |
| Partito Socialista-Socialdemocrazia                   | Benedetto Fucci               | 27 521               | 49,92 | 1 116                   | 2,23   | –     |    |  |  |
| Lista Civica                                          | Benedetto Fucci               | 27 521               | 49,92 | 792                     | 1,58   | –     |    |  |  |
| I Liberal Sgarbi                                      | Benedetto Fucci               | 27 521               | 49,92 | 555                     | 1,11   | –     |    |  |  |
| Lega Sud                                              | Benedetto Fucci               | 27 521               | 49,92 | 311                     | 0,62   | –     |    |  |  |
| Seggio di coalizione                                  | Seggio di coalizione          | Seggio di coalizione | 49,92 | 1                       |        |       |    |  |  |
| Totale                                                | Totale                        | 55 126               | 100   |                         | 49 971 | 100   | 30 |  |  |
|                                                       |                               |                      |       |                         |        |       |    |  |  |
| Fonte: Ministero dell'interno                         |                               |                      |       |                         |        |       |    |  |  |

### Canosa di Puglia
| Candidati                       | Candidati                                  | II turno             | II turno         | I turno | I turno | Liste                              | Voti   | %     | Seggi |
| Candidati                       | Candidati                                  | Voti                 | %                | Voti    | %       | Liste                              | Voti   | %     | Seggi |
| ------------------------------- | ------------------------------------------ | -------------------- | ---------------- | ------- | ------- | ---------------------------------- | ------ | ----- | ----- |
|                                 | Giovanni Franco Nicola Lomuscio ✔️ Sindaco | 6 914                | 61,21            | 7 816   | 46,21   | Democratici di Sinistra            | 1 755  | 10,84 | 4     |
| UDEUR                           | Giovanni Franco Nicola Lomuscio ✔️ Sindaco | 6 914                | 61,21            | 7 816   | 46,21   | 929                                | 5,74   | 2     |       |
| I Democratici                   | Giovanni Franco Nicola Lomuscio ✔️ Sindaco | 6 914                | 61,21            | 7 816   | 46,21   | 902                                | 5,57   | 2     |       |
| Rinnovamento Italiano           | Giovanni Franco Nicola Lomuscio ✔️ Sindaco | 6 914                | 61,21            | 7 816   | 46,21   | 806                                | 4,98   | 2     |       |
| Socialisti Democratici Italiani | Giovanni Franco Nicola Lomuscio ✔️ Sindaco | 6 914                | 61,21            | 7 816   | 46,21   | 760                                | 4,69   | 2     |       |
| Partito Repubblicano Italiano   | Giovanni Franco Nicola Lomuscio ✔️ Sindaco | 6 914                | 61,21            | 7 816   | 46,21   | 755                                | 4,66   | 1     |       |
| Partito Popolare Italiano       | Giovanni Franco Nicola Lomuscio ✔️ Sindaco | 6 914                | 61,21            | 7 816   | 46,21   | 613                                | 3,79   | 1     |       |
| Partito dei Comunisti Italiani  | Giovanni Franco Nicola Lomuscio ✔️ Sindaco | 6 914                | 61,21            | 7 816   | 46,21   | 440                                | 2,72   | 1     |       |
| Federazione dei Verdi           | Giovanni Franco Nicola Lomuscio ✔️ Sindaco | 6 914                | 61,21            | 7 816   | 46,21   | 291                                | 1,80   | –     |       |
|                                 | Francesco Germinario                       | 4 382                | 38,79            | 6 750   | 39,91   | Centro Cristiano Democratico       | 2 378  | 14,68 | 4     |
| Forza Italia                    | Francesco Germinario                       | 4 382                | 38,79            | 6 750   | 39,91   | 1 583                              | 9,77   | 3     |       |
| Alleanza Nazionale              | Francesco Germinario                       | 4 382                | 38,79            | 6 750   | 39,91   | 1 403                              | 8,66   | 2     |       |
| Cristiani Democratici Uniti     | Francesco Germinario                       | 4 382                | 38,79            | 6 750   | 39,91   | 971                                | 6,00   | 1     |       |
| I Liberal Sgarbi                | Francesco Germinario                       | 4 382                | 38,79            | 6 750   | 39,91   | 606                                | 3,74   | 1     |       |
| Seggio di coalizione            | Seggio di coalizione                       | Seggio di coalizione | 38,79            | 6 750   | 39,91   | 1                                  |        |       |       |
|                                 | Antonio Di Monte                           | Antonio Di Monte     | Antonio Di Monte | 1 042   | 6,16    | Lista Civica (A)                   | 995    | 6,14  | 1     |
| Seggio di coalizione            | Seggio di coalizione                       | Seggio di coalizione | Antonio Di Monte | 1 042   | 6,16    | 1                                  |        |       |       |
|                                 | Nunzia Sorrenti                            | Nunzia Sorrenti      | Nunzia Sorrenti  | 724     | 4,28    | Rifondazione Comunista (A)         | 553    | 3,41  | –     |
| Seggio di coalizione            | Seggio di coalizione                       | Seggio di coalizione | Nunzia Sorrenti  | 724     | 4,28    | 1                                  |        |       |       |
|                                 | Renato Inguscio                            | Renato Inguscio      | Renato Inguscio  | 582     | 3,44    | Movimento Sociale Fiamma Tricolore | 455    | 2,81  | –     |
| Totale                          | Totale                                     | 11 296               | 100              | 16 914  | 100     |                                    | 16 195 | 100   | 30    |
|                                 |                                            |                      |                  |         |         |                                    |        |       |       |
| Fonte: Ministero dell'interno   |                                            |                      |                  |         |         |                                    |        |       |       |

### Capurso
|                               | Vito Scavelli ✔️ Sindaco | Lista civica di centro-sinistra | 3 998 | 49,13 | 13 |  |  |  |  |
|                               | Rocco Mariella           | Polo per le Libertà             | 3 761 | 46,22 | 7  |  |  |  |  |
|                               | Maria Maselli            | I Liberal Sgarbi                | 378   | 4,65  | –  |  |  |  |  |
| Totale                        | Totale                   |                                 | 8 137 | 100   | 20 |  |  |  |  |
|                               |                          |                                 |       |       |    |  |  |  |  |
| Fonte: Ministero dell'interno |                          |                                 |       |       |    |  |  |  |  |

1. ↑  Lista sostenuta dal Movimento Sociale Fiamma Tricolore.

### Corato
| Candidati                       | Candidati                       | II turno             | II turno           | I turno | I turno | Liste                         | Voti   | %     | Seggi |
| Candidati                       | Candidati                       | Voti                 | %                  | Voti    | %       | Liste                         | Voti   | %     | Seggi |
| ------------------------------- | ------------------------------- | -------------------- | ------------------ | ------- | ------- | ----------------------------- | ------ | ----- | ----- |
|                                 | Ruggiero Maria Fiore ✔️ Sindaco | 13 590               | 56,44              | 12 813  | 47,70   | Democratici di Sinistra       | 3 684  | 14,48 | 6     |
| Partito Popolare Italiano       | Ruggiero Maria Fiore ✔️ Sindaco | 13 590               | 56,44              | 12 813  | 47,70   | 2 242                         | 8,81   | 3     |       |
| Socialisti Democratici Italiani | Ruggiero Maria Fiore ✔️ Sindaco | 13 590               | 56,44              | 12 813  | 47,70   | 1 931                         | 7,59   | 3     |       |
| I Democratici                   | Ruggiero Maria Fiore ✔️ Sindaco | 13 590               | 56,44              | 12 813  | 47,70   | 1 697                         | 6,67   | 3     |       |
| Rinnovamento Italiano           | Ruggiero Maria Fiore ✔️ Sindaco | 13 590               | 56,44              | 12 813  | 47,70   | 1 294                         | 5,09   | 2     |       |
| Rifondazione Comunista          | Ruggiero Maria Fiore ✔️ Sindaco | 13 590               | 56,44              | 12 813  | 47,70   | 865                           | 3,40   | 1     |       |
| UDEUR                           | Ruggiero Maria Fiore ✔️ Sindaco | 13 590               | 56,44              | 12 813  | 47,70   | 194                           | 0,76   | –     |       |
|                                 | Anna Mininno                    | 7 837                | 32,55              | 9 717   | 36,18   | Forza Italia                  | 6 364  | 25,01 | 6     |
| Lista civica di centro-destra   | Anna Mininno                    | 7 837                | 32,55              | 9 717   | 36,18   | 1 542                         | 6,06   | 1     |       |
| Centro Cristiano Democratico    | Anna Mininno                    | 7 837                | 32,55              | 9 717   | 36,18   | 1 844                         | 7,25   | –     |       |
| Destra Europea-Mse              | Anna Mininno                    | 7 837                | 32,55              | 9 717   | 36,18   | 555                           | 2,18   | –     |       |
| I Liberal Sgarbi                | Anna Mininno                    | 7 837                | 32,55              | 9 717   | 36,18   | 148                           | 0,58   | –     |       |
| Seggio di coalizione            | Seggio di coalizione            | Seggio di coalizione | 32,55              | 9 717   | 36,18   | 1                             |        |       |       |
|                                 | Pasquale Tarantini              | Pasquale Tarantini   | Pasquale Tarantini | 2 954   | 11,00   | Lista civica di centro-destra | 2 153  | 8,46  | 2     |
| Alleanza Nazionale              | Pasquale Tarantini              | Pasquale Tarantini   | Pasquale Tarantini | 2 954   | 11,00   | 2 135                         | 8,39   | 1     |       |
| Cristiani Democratici Uniti (A) | Pasquale Tarantini              | Pasquale Tarantini   | Pasquale Tarantini | 2 954   | 11,00   | 188                           | 0,74   | –     |       |
| Seggio di coalizione            | Seggio di coalizione            | Seggio di coalizione | Pasquale Tarantini | 2 954   | 11,00   | 1                             |        |       |       |
| Totale                          | Totale                          | 24 077               | 100                | 26 861  | 100     |                               | 25 445 | 100   | 30    |
|                                 |                                 |                      |                    |         |         |                               |        |       |       |
| Fonte: Ministero dell'interno   |                                 |                      |                    |         |         |                               |        |       |       |

### Gravina in Puglia
| Candidati                                   | Candidati             | II turno             | II turno           | I turno | I turno | Liste                             | Voti   | %     | Seggi |
| Candidati                                   | Candidati             | Voti                 | %                  | Voti    | %       | Liste                             | Voti   | %     | Seggi |
| ------------------------------------------- | --------------------- | -------------------- | ------------------ | ------- | ------- | --------------------------------- | ------ | ----- | ----- |
|                                             | Remo Barbi ✔️ Sindaco | 11 243               | 51,37              | 11 232  | 44,61   | Democratici di Sinistra           | 5 102  | 21,13 | 9     |
| Partito Popolare Italiano                   | Remo Barbi ✔️ Sindaco | 11 243               | 51,37              | 11 232  | 44,61   | 3 114                             | 12,90  | 5     |       |
| Rifondazione Comunista                      | Remo Barbi ✔️ Sindaco | 11 243               | 51,37              | 11 232  | 44,61   | 1 156                             | 4,79   | 2     |       |
| Partito dei Comunisti Italiani-Lista Civica | Remo Barbi ✔️ Sindaco | 11 243               | 51,37              | 11 232  | 44,61   | 1 103                             | 4,57   | 2     |       |
|                                             | Giuseppe Giovanniello | 10 644               | 48,63              | 9 791   | 38,89   | Forza Italia                      | 4 133  | 17,12 | 4     |
| Centro Cristiano Democratico                | Giuseppe Giovanniello | 10 644               | 48,63              | 9 791   | 38,89   | 2 837                             | 11,75  | 2     |       |
| Alleanza Nazionale                          | Giuseppe Giovanniello | 10 644               | 48,63              | 9 791   | 38,89   | 1 262                             | 5,23   | 1     |       |
| Cristiani Democratici Uniti                 | Giuseppe Giovanniello | 10 644               | 48,63              | 9 791   | 38,89   | 1 165                             | 4,82   | 1     |       |
| Seggio di coalizione                        | Seggio di coalizione  | Seggio di coalizione | 48,63              | 9 791   | 38,89   | 1                                 |        |       |       |
|                                             | Sante Stefanelli      | Sante Stefanelli     | Sante Stefanelli   | 1 282   | 5,09    | I Democratici                     | 1 191  | 4,93  | –     |
| Seggio di coalizione                        | Seggio di coalizione  | Seggio di coalizione | Sante Stefanelli   | 1 282   | 5,09    | 1                                 |        |       |       |
|                                             | Filippo Rutigliano    | Filippo Rutigliano   | Filippo Rutigliano | 1 189   | 4,72    | Socialisti Democratici Italiani   | 1 504  | 6,23  | –     |
| Seggio di coalizione                        | Seggio di coalizione  | Seggio di coalizione | Filippo Rutigliano | 1 189   | 4,72    | 1                                 |        |       |       |
|                                             | Nicola Cornacchia     | Nicola Cornacchia    | Nicola Cornacchia  | 904     | 3,59    | Lista civica di centro-destra (A) | 904    | 3,74  | –     |
| Seggio di coalizione                        | Seggio di coalizione  | Seggio di coalizione | Nicola Cornacchia  | 904     | 3,59    | 1                                 |        |       |       |
|                                             | Nicola La Greca       | Nicola La Greca      | Nicola La Greca    | 780     | 3,10    | Rinnovamento Italiano             | 689    | 2,85  | –     |
| Totale                                      | Totale                | 21 887               | 100                | 25 178  | 100     |                                   | 24 148 | 100   | 30    |
|                                             |                       |                      |                    |         |         |                                   |        |       |       |
| Fonte: Ministero dell'interno               |                       |                      |                    |         |         |                                   |        |       |       |

### Mola di Bari
| Candidati                                    | Candidati                           | II turno                          | II turno                          | I turno | I turno | Liste                               | Voti   | %     | Seggi |
| Candidati                                    | Candidati                           | Voti                              | %                                 | Voti    | %       | Liste                               | Voti   | %     | Seggi |
| -------------------------------------------- | ----------------------------------- | --------------------------------- | --------------------------------- | ------- | ------- | ----------------------------------- | ------ | ----- | ----- |
|                                              | Vincenzo Nicola Cristino ✔️ Sindaco | 7 243                             | 52,35                             | 5 809   | 38,91   | Democratici di Sinistra             | 1 900  | 13,74 | 4     |
| I Democratici                                | Vincenzo Nicola Cristino ✔️ Sindaco | 7 243                             | 52,35                             | 5 809   | 38,91   | 1 092                               | 7,90   | 2     |       |
| Rifondazione Comunista-Federazione dei Verdi | Vincenzo Nicola Cristino ✔️ Sindaco | 7 243                             | 52,35                             | 5 809   | 38,91   | 969                                 | 7,01   | 2     |       |
| Partito Popolare Italiano                    | Vincenzo Nicola Cristino ✔️ Sindaco | 7 243                             | 52,35                             | 5 809   | 38,91   | 813                                 | 5,88   | 2     |       |
| Partito dei Comunisti Italiani               | Vincenzo Nicola Cristino ✔️ Sindaco | 7 243                             | 52,35                             | 5 809   | 38,91   | 397                                 | 2,87   | –     |       |
|                                              | Stefano Diperna                     | 6 594                             | 47,65                             | 7 311   | 48,97   | Alleanza Nazionale                  | 2 531  | 18,30 | 3     |
| Forza Italia                                 | Stefano Diperna                     | 6 594                             | 47,65                             | 7 311   | 48,97   | 2 421                               | 17,51  | 2     |       |
| Centro Cristiano Democratico                 | Stefano Diperna                     | 6 594                             | 47,65                             | 7 311   | 48,97   | 1 954                               | 14,13  | 2     |       |
| Seggio di coalizione                         | Seggio di coalizione                | Seggio di coalizione              | 47,65                             | 7 311   | 48,97   | 1                                   |        |       |       |
|                                              | Innocenzo Giuseppe Dionisio Spiga   | Innocenzo Giuseppe Dionisio Spiga | Innocenzo Giuseppe Dionisio Spiga | 646     | 4,33    | Rinnovamento Italiano (A)           | 726    | 5,25  | –     |
| Seggio di coalizione                         | Seggio di coalizione                | Seggio di coalizione              | Innocenzo Giuseppe Dionisio Spiga | 646     | 4,33    | 1                                   |        |       |       |
|                                              | Vittorio Farella                    | Vittorio Farella                  | Vittorio Farella                  | 553     | 3,70    | Socialisti Democratici Italiani (A) | 262    | 1,89  | –     |
| Seggio di coalizione                         | Seggio di coalizione                | Seggio di coalizione              | Vittorio Farella                  | 553     | 3,70    | 1                                   |        |       |       |
|                                              | Crescenzo Linsalata                 | Crescenzo Linsalata               | Crescenzo Linsalata               | 491     | 3,29    | Mola 2000                           | 428    | 3,09  | –     |
|                                              | Vito Rizzi                          | Vito Rizzi                        | Vito Rizzi                        | 121     | 0,81    | Lega d'Azione Meridionale           | 97     | 0,70  | –     |
| Totale                                       | Totale                              | 13 837                            | 100                               | 14 931  | 100     |                                     | 13 830 | 100   | 20    |
|                                              |                                     |                                   |                                   |         |         |                                     |        |       |       |
| Fonte: Ministero dell'interno                |                                     |                                   |                                   |         |         |                                     |        |       |       |

### Polignano a Mare
|                                 | Angelo Raffaele Bovino ✔️ Sindaco | 6 515                | 55,54 | Rinnovamento Italiano | 2 160  | 19,73 | 4  |  |  |
| Partito Popolare Italiano       | Angelo Raffaele Bovino ✔️ Sindaco | 6 515                | 55,54 | 1 585                 | 14,48  | 3     |    |  |  |
| La Mia Città                    | Angelo Raffaele Bovino ✔️ Sindaco | 6 515                | 55,54 | 1 303                 | 11,90  | 3     |    |  |  |
| Socialisti Democratici Italiani | Angelo Raffaele Bovino ✔️ Sindaco | 6 515                | 55,54 | 1 206                 | 11,01  | 2     |    |  |  |
|                                 | Antonio Testone                   | 4 392                | 37,44 | I Democratici         | 1 846  | 16,86 | 3  |  |  |
| Democratici di Sinistra         | Antonio Testone                   | 4 392                | 37,44 | 759                   | 6,93   | 1     |    |  |  |
| Lista Civica                    | Antonio Testone                   | 4 392                | 37,44 | 592                   | 5,41   | 1     |    |  |  |
| Federazione dei Verdi           | Antonio Testone                   | 4 392                | 37,44 | 505                   | 4,61   | 1     |    |  |  |
| Seggio di coalizione            | Seggio di coalizione              | Seggio di coalizione | 37,44 | 1                     |        |       |    |  |  |
|                                 | Paolo Vittorio Bruno Laruccia     | 824                  | 7,02  | Alleanza Nazionale    | 509    | 4,65  | –  |  |  |
| Forza Italia                    | Paolo Vittorio Bruno Laruccia     | 824                  | 7,02  | 484                   | 4,42   | –     |    |  |  |
| Seggio di coalizione            | Seggio di coalizione              | Seggio di coalizione | 7,02  | 1                     |        |       |    |  |  |
| Totale                          | Totale                            | 11 731               | 100   |                       | 10 949 | 100   | 20 |  |  |
|                                 |                                   |                      |       |                       |        |       |    |  |  |
| Fonte: Ministero dell'interno   |                                   |                      |       |                       |        |       |    |  |  |

## Provincia di Brindisi

### San Donaci
|                               | Vincenzo Elia ✔️ Sindaco | Lista civica di centro-destra   | 2 739 | 59,40 | 11 |  |  |  |  |
|                               | Domenico Fina            | Lista civica di centro-sinistra | 1 872 | 40,60 | 5  |  |  |  |  |
| Totale                        | Totale                   |                                 | 4 611 | 100   | 16 |  |  |  |  |
|                               |                          |                                 |       |       |    |  |  |  |  |
| Fonte: Ministero dell'interno |                          |                                 |       |       |    |  |  |  |  |

1. ↑  Lista sostenuta dal Polo per le Libertà.

### San Pietro Vernotico
| Candidati                            | Candidati               | II turno             | II turno       | I turno | I turno | Liste                               | Voti  | %     | Seggi |
| Candidati                            | Candidati               | Voti                 | %              | Voti    | %       | Liste                               | Voti  | %     | Seggi |
| ------------------------------------ | ----------------------- | -------------------- | -------------- | ------- | ------- | ----------------------------------- | ----- | ----- | ----- |
|                                      | Nicola Dione ✔️ Sindaco | 4 576                | 52,55          | 3 873   | 40,09   | Forza Italia                        | 2 000 | 22,07 | 6     |
| Alleanza Nazionale                   | Nicola Dione ✔️ Sindaco | 4 576                | 52,55          | 3 873   | 40,09   | 972                                 | 10,73 | 2     |       |
| Cristiani Democratici per la Libertà | Nicola Dione ✔️ Sindaco | 4 576                | 52,55          | 3 873   | 40,09   | 529                                 | 5,84  | 1     |       |
| Cristiani Democratici Uniti          | Nicola Dione ✔️ Sindaco | 4 576                | 52,55          | 3 873   | 40,09   | 91                                  | 1,00  | –     |       |
| Destra Europea-MSE                   | Nicola Dione ✔️ Sindaco | 4 576                | 52,55          | 3 873   | 40,09   | 45                                  | 0,50  | –     |       |
|                                      | Giuseppe Romano         | 4 132                | 47,45          | 4 128   | 42,73   | Democratici di Sinistra             | 2 391 | 26,39 | 5     |
| Partito Popolare Italiano            | Giuseppe Romano         | 4 132                | 47,45          | 4 128   | 42,73   | 998                                 | 11,01 | 2     |       |
| UDEUR                                | Giuseppe Romano         | 4 132                | 47,45          | 4 128   | 42,73   | 237                                 | 2,62  | –     |       |
| Lista civica di centro-sinistra      | Giuseppe Romano         | 4 132                | 47,45          | 4 128   | 42,73   | 125                                 | 1,38  | –     |       |
| Seggio di coalizione                 | Seggio di coalizione    | Seggio di coalizione | 47,45          | 4 128   | 42,73   | 1                                   |       |       |       |
|                                      | Luigi Conte             | Luigi Conte          | Luigi Conte    | 1 236   | 12,79   | Socialisti Democratici Italiani (A) | 1 301 | 14,36 | 2     |
| Seggio di coalizione                 | Seggio di coalizione    | Seggio di coalizione | Luigi Conte    | 1 236   | 12,79   | 1                                   |       |       |       |
|                                      | Giusto Civilla          | Giusto Civilla       | Giusto Civilla | 424     | 4,39    | Rifondazione Comunista (B)          | 372   | 4,11  | –     |
| Totale                               | Totale                  | 8 708                | 100            | 9 661   | 100     |                                     | 9 061 | 100   | 20    |
|                                      |                         |                      |                |         |         |                                     |       |       |       |
| Fonte: Ministero dell'interno        |                         |                      |                |         |         |                                     |       |       |       |

### Torre Santa Susanna
|                               | Francesco Antonio Frioli ✔️ Sindaco | Polo per le Libertà             | 4 950 | 83,03 | 13 |  |  |  |  |
|                               | Alberto Muscogiuri                  | Lista civica di centro-sinistra | 1 012 | 16,97 | 7  |  |  |  |  |
| Totale                        | Totale                              |                                 | 5 962 | 100   | 20 |  |  |  |  |
|                               |                                     |                                 |       |       |    |  |  |  |  |
| Fonte: Ministero dell'interno |                                     |                                 |       |       |    |  |  |  |  |

## Provincia di Foggia

### Carlantino
|                               | Vito Guerrera ✔️ Sindaco | Forza Italia                    | 380 | 43,33 | 8  |  |  |  |  |
|                               | Pietro Antonio Olivello  | Lista civica di centro-sinistra | 281 | 32,04 | 2  |  |  |  |  |
|                               | Donato Masiello          | Sinistra                        | 216 | 24,63 | 2  |  |  |  |  |
| Totale                        | Totale                   |                                 | 877 | 100   | 12 |  |  |  |  |
|                               |                          |                                 |     |       |    |  |  |  |  |
| Fonte: Ministero dell'interno |                          |                                 |     |       |    |  |  |  |  |

### Casalvecchio di Puglia
|                               | Michele Boccamazzo ✔️ Sindaco | Lista civica di centro-destra   | 558   | 37,96 | 8  |  |  |  |  |
|                               | Michele Calzone               | Lista civica di centro-sinistra | 502   | 34,15 | 2  |  |  |  |  |
|                               | Michele Celozzi               | Centro-sinistra                 | 410   | 27,89 | 2  |  |  |  |  |
| Totale                        | Totale                        |                                 | 1 470 | 100   | 12 |  |  |  |  |
|                               |                               |                                 |       |       |    |  |  |  |  |
| Fonte: Ministero dell'interno |                               |                                 |       |       |    |  |  |  |  |

### Cerignola
|                                      | Antonio Giannatempo ✔️ Sindaco | 15 535               | 50,80 | Alleanza Nazionale          | 7 714  | 27,09 | 11 |  |  |
| Forza Italia                         | Antonio Giannatempo ✔️ Sindaco | 15 535               | 50,80 | 4 056                       | 14,24  | 5     |    |  |  |
| Centro Cristiano Democratico         | Antonio Giannatempo ✔️ Sindaco | 15 535               | 50,80 | 1 075                       | 3,77   | 1     |    |  |  |
| Lista civica di centro-destra        | Antonio Giannatempo ✔️ Sindaco | 15 535               | 50,80 | 747                         | 2,62   | 1     |    |  |  |
| Lista civica di centro-destra        | Antonio Giannatempo ✔️ Sindaco | 15 535               | 50,80 | 644                         | 2,26   | –     |    |  |  |
| I Liberal Sgarbi                     | Antonio Giannatempo ✔️ Sindaco | 15 535               | 50,80 | 558                         | 1,96   | –     |    |  |  |
|                                      | Matteo Valentino               | 13 177               | 43,09 | Democratici di Sinistra     | 8 173  | 28,70 | 8  |  |  |
| Partito della Rifondazione Comunista | Matteo Valentino               | 13 177               | 43,09 | 1 869                       | 6,56   | 2     |    |  |  |
| Socialisti Democratici Italiani      | Matteo Valentino               | 13 177               | 43,09 | 855                         | 3,00   | –     |    |  |  |
| Partito dei Comunisti Italiani       | Matteo Valentino               | 13 177               | 43,09 | 506                         | 1,78   | –     |    |  |  |
| Federazione dei Verdi                | Matteo Valentino               | 13 177               | 43,09 | 321                         | 1,13   | –     |    |  |  |
| UDEUR                                | Matteo Valentino               | 13 177               | 43,09 | 237                         | 0,83   | –     |    |  |  |
| Seggio di coalizione                 | Seggio di coalizione           | Seggio di coalizione | 43,09 | 1                           |        |       |    |  |  |
|                                      | Luigi Barbaro                  | 1 405                | 4,59  | Partito Popolare Italiano   | 883    | 3,10  | –  |  |  |
| Lista civica di centro-sinistra      | Luigi Barbaro                  | 1 405                | 4,59  | 392                         | 1,38   | –     |    |  |  |
| Seggio di coalizione                 | Seggio di coalizione           | Seggio di coalizione | 4,59  | 1                           |        |       |    |  |  |
|                                      | Vincenzo Buttiglione           | 461                  | 1,51  | Cristiani Democratici Uniti | 450    | 1,58  | –  |  |  |
| Totale                               | Totale                         | 30 578               | 100   |                             | 28 480 | 100   | 30 |  |  |
|                                      |                                |                      |       |                             |        |       |    |  |  |
| Fonte: Ministero dell'interno        |                                |                      |       |                             |        |       |    |  |  |

### Faeto
|                               | Antonio Marella ✔️ Sindaco | Centro        | 316 | 53,74 | 8  |  |  |  |  |
|                               | Giovanni D'Onofrio         | Centro-destra | 272 | 46,26 | 4  |  |  |  |  |
| Totale                        | Totale                     |               | 588 | 100   | 12 |  |  |  |  |
|                               |                            |               |     |       |    |  |  |  |  |
| Fonte: Ministero dell'interno |                            |               |     |       |    |  |  |  |  |

### Manfredonia
| Candidati                       | Candidati                        | II turno             | II turno             | I turno | I turno | Liste                         | Voti   | %     | Seggi |
| Candidati                       | Candidati                        | Voti                 | %                    | Voti    | %       | Liste                         | Voti   | %     | Seggi |
| ------------------------------- | -------------------------------- | -------------------- | -------------------- | ------- | ------- | ----------------------------- | ------ | ----- | ----- |
|                                 | Francesco Paolo Campo ✔️ Sindaco | 13 114               | 51,92                | 14 476  | 43,62   | Democratici di Sinistra       | 5 542  | 18,12 | 8     |
| I Democratici                   | Francesco Paolo Campo ✔️ Sindaco | 13 114               | 51,92                | 14 476  | 43,62   | 2 847                         | 9,31   | 4     |       |
| Socialisti Democratici Italiani | Francesco Paolo Campo ✔️ Sindaco | 13 114               | 51,92                | 14 476  | 43,62   | 2 016                         | 6,59   | 2     |       |
| Rifondazione Comunista          | Francesco Paolo Campo ✔️ Sindaco | 13 114               | 51,92                | 14 476  | 43,62   | 1 583                         | 5,17   | 2     |       |
| UDEUR                           | Francesco Paolo Campo ✔️ Sindaco | 13 114               | 51,92                | 14 476  | 43,62   | 1 190                         | 3,89   | 1     |       |
| Partito Repubblicano Italiano   | Francesco Paolo Campo ✔️ Sindaco | 13 114               | 51,92                | 14 476  | 43,62   | 862                           | 2,82   | 1     |       |
| Federazione dei Verdi           | Francesco Paolo Campo ✔️ Sindaco | 13 114               | 51,92                | 14 476  | 43,62   | 502                           | 1,64   | –     |       |
|                                 | Stefano Pio Foglia               | 12 144               | 48,08                | 9 902   | 29,84   | Forza Italia                  | 4 013  | 13,12 | 3     |
| Alleanza Nazionale              | Stefano Pio Foglia               | 12 144               | 48,08                | 9 902   | 29,84   | 1 656                         | 5,41   | 1     |       |
| Unione Cattolico Liberale       | Stefano Pio Foglia               | 12 144               | 48,08                | 9 902   | 29,84   | 1 555                         | 5,08   | 1     |       |
| Cristiani Democratici Uniti     | Stefano Pio Foglia               | 12 144               | 48,08                | 9 902   | 29,84   | 830                           | 2,71   | –     |       |
| Insieme per la Rinascita        | Stefano Pio Foglia               | 12 144               | 48,08                | 9 902   | 29,84   | 804                           | 2,63   | –     |       |
| I Liberal Sgarbi                | Stefano Pio Foglia               | 12 144               | 48,08                | 9 902   | 29,84   | 372                           | 1,22   | –     |       |
| Il Trifoglio                    | Stefano Pio Foglia               | 12 144               | 48,08                | 9 902   | 29,84   | 220                           | 0,72   | –     |       |
| Seggio di coalizione            | Seggio di coalizione             | Seggio di coalizione | 48,08                | 9 902   | 29,84   | 1                             |        |       |       |
|                                 | Francesco Ognissanti             | Francesco Ognissanti | Francesco Ognissanti | 5 664   | 17,07   | Uniti per Manfredonia (A)     | 2 706  | 8,85  | 2     |
| Manfredonia Popolare (A)        | Francesco Ognissanti             | Francesco Ognissanti | Francesco Ognissanti | 5 664   | 17,07   | 1 158                         | 3,79   | –     |       |
| Seggio di coalizione            | Seggio di coalizione             | Seggio di coalizione | Francesco Ognissanti | 5 664   | 17,07   | 1                             |        |       |       |
|                                 | Giuseppe Dicembrino              | Giuseppe Dicembrino  | Giuseppe Dicembrino  | 3 146   | 9,48    | Partito Popolare Italiano (A) | 2 734  | 8,94  | 2     |
| Seggio di coalizione            | Seggio di coalizione             | Seggio di coalizione | Giuseppe Dicembrino  | 3 146   | 9,48    | 1                             |        |       |       |
| Totale                          | Totale                           | 25 258               | 100                  | 33 188  | 100     |                               | 30 590 | 100   | 30    |
|                                 |                                  |                      |                      |         |         |                               |        |       |       |
| Fonte: Ministero dell'interno   |                                  |                      |                      |         |         |                               |        |       |       |

### Margherita di Savoia
|                               | Salvatore Camporeale ✔️ Sindaco | Lista civica di centro-sinistra | 4 747 | 59,25 | 13 |  |  |  |  |
|                               | Bernardo Barra                  | Centro                          | 2 058 | 25,69 | 5  |  |  |  |  |
|                               | Giacinto Distaso                | Centro                          | 1 207 | 15,06 | 2  |  |  |  |  |
| Totale                        | Totale                          |                                 | 8 012 | 100   | 16 |  |  |  |  |
|                               |                                 |                                 |       |       |    |  |  |  |  |
| Fonte: Ministero dell'interno |                                 |                                 |       |       |    |  |  |  |  |

### Mattinata
|                               | Angelo Iannotta ✔️ Sindaco  | Lista civica                    | 2 454 | 60,07 | 11 |  |  |  |  |
|                               | Maria Immacolata Piemontese | Lista civica di centro-sinistra | 997   | 24,41 | 3  |  |  |  |  |
|                               | Luigi Prencipe              | Socialisti Democratici Italiani | 634   | 15,52 | 2  |  |  |  |  |
| Totale                        | Totale                      |                                 | 4 085 | 100   | 16 |  |  |  |  |
|                               |                             |                                 |       |       |    |  |  |  |  |
| Fonte: Ministero dell'interno |                             |                                 |       |       |    |  |  |  |  |

### Monteleone di Puglia
|                               | Giovanni Campese ✔️ Sindaco | Centro                          | 557 | 61,68 | 8  |  |  |  |  |
|                               | Nicola Volpe                | Lista civica di centro-sinistra | 246 | 27,24 | 3  |  |  |  |  |
|                               | Antonio De Vitto            | Centro                          | 100 | 11,07 | 1  |  |  |  |  |
| Totale                        | Totale                      |                                 | 903 | 100   | 12 |  |  |  |  |
|                               |                             |                                 |     |       |    |  |  |  |  |
| Fonte: Ministero dell'interno |                             |                                 |     |       |    |  |  |  |  |

### Ordona
|                               | Michele Pandiscia ✔️ Sindaco | Lista civica                    | 946   | 55,71 | 8  |  |  |  |  |
|                               | Michele Lombardi             | Lista civica di centro-sinistra | 752   | 44,29 | 4  |  |  |  |  |
| Totale                        | Totale                       |                                 | 1 698 | 100   | 12 |  |  |  |  |
|                               |                              |                                 |       |       |    |  |  |  |  |
| Fonte: Ministero dell'interno |                              |                                 |       |       |    |  |  |  |  |

### Rocchetta Sant'Antonio
|                               | Amedeo Gaetano Magnotta ✔️ Sindaco | Lista civica di centro-sinistra | 944   | 61,30 | 8  |  |  |  |  |
|                               | Francesco D'Antuono                | Lista civica di centro-destra   | 596   | 38,70 | 4  |  |  |  |  |
| Totale                        | Totale                             |                                 | 1 540 | 100   | 12 |  |  |  |  |
|                               |                                    |                                 |       |       |    |  |  |  |  |
| Fonte: Ministero dell'interno |                                    |                                 |       |       |    |  |  |  |  |

### Roseto Valfortore
|                               | Lucilla Parisi ✔️ Sindaca       | Centro | 474 | 52,32 | 8  |  |  |  |  |
|                               | Salvatore Antonio Pio Panebarca | Centro | 314 | 34,66 | 3  |  |  |  |  |
|                               | Gabriele Falcone                | Centro | 118 | 13,02 | 1  |  |  |  |  |
| Totale                        | Totale                          |        | 906 | 100   | 12 |  |  |  |  |
|                               |                                 |        |     |       |    |  |  |  |  |
| Fonte: Ministero dell'interno |                                 |        |     |       |    |  |  |  |  |

### San Giovanni Rotondo
| Candidati                            | Candidati                     | II turno             | II turno         | I turno | I turno | Liste                     | Voti   | %     | Seggi |
| Candidati                            | Candidati                     | Voti                 | %                | Voti    | %       | Liste                     | Voti   | %     | Seggi |
| ------------------------------------ | ----------------------------- | -------------------- | ---------------- | ------- | ------- | ------------------------- | ------ | ----- | ----- |
|                                      | Antonio Squarcella ✔️ Sindaco | 5 841                | 53,94            | 4 992   | 33,34   | Forza Italia              | 1 752  | 12,21 | 4     |
| Alleanza Nazionale                   | Antonio Squarcella ✔️ Sindaco | 5 841                | 53,94            | 4 992   | 33,34   | 1 216                     | 8,48   | 3     |       |
| Rinnovamento Italiano                | Antonio Squarcella ✔️ Sindaco | 5 841                | 53,94            | 4 992   | 33,34   | 1 095                     | 7,63   | 3     |       |
| Lista civica di centro-destra        | Antonio Squarcella ✔️ Sindaco | 5 841                | 53,94            | 4 992   | 33,34   | 516                       | 3,60   | 1     |       |
| Centro Cristiano Democratico         | Antonio Squarcella ✔️ Sindaco | 5 841                | 53,94            | 4 992   | 33,34   | 509                       | 3,55   | 1     |       |
|                                      | Pasquale Cascavilla           | 4 987                | 46,06            | 5 244   | 35,03   | Partito Popolare Italiano | 1 466  | 10,22 | 2     |
| Cristiani Democratici per la Libertà | Pasquale Cascavilla           | 4 987                | 46,06            | 5 244   | 35,03   | 944                       | 6,58   | 1     |       |
| Centro                               | Pasquale Cascavilla           | 4 987                | 46,06            | 5 244   | 35,03   | 700                       | 4,88   | –     |       |
| Cristiani Democratici Uniti          | Pasquale Cascavilla           | 4 987                | 46,06            | 5 244   | 35,03   | 699                       | 4,87   | –     |       |
| Socialisti Democratici Italiani      | Pasquale Cascavilla           | 4 987                | 46,06            | 5 244   | 35,03   | 622                       | 4,34   | –     |       |
| UDEUR                                | Pasquale Cascavilla           | 4 987                | 46,06            | 5 244   | 35,03   | 507                       | 3,53   | –     |       |
| Seggio di coalizione                 | Seggio di coalizione          | Seggio di coalizione | 46,06            | 5 244   | 35,03   | 1                         |        |       |       |
|                                      | Gennaro Giuliani              | Gennaro Giuliani     | Gennaro Giuliani | 4 735   | 31,63   | Democratici di Sinistra   | 2 689  | 18,74 | 2     |
| I Democratici                        | Gennaro Giuliani              | Gennaro Giuliani     | Gennaro Giuliani | 4 735   | 31,63   | 1 094                     | 7,62   | 1     |       |
| Rifondazione Comunista               | Gennaro Giuliani              | Gennaro Giuliani     | Gennaro Giuliani | 4 735   | 31,63   | 539                       | 3,76   | –     |       |
| Seggio di coalizione                 | Seggio di coalizione          | Seggio di coalizione | Gennaro Giuliani | 4 735   | 31,63   | 1                         |        |       |       |
| Totale                               | Totale                        | 10 828               | 100              | 14 971  | 100     |                           | 14 348 | 100   | 20    |
|                                      |                               |                      |                  |         |         |                           |        |       |       |
| Fonte: Ministero dell'interno        |                               |                      |                  |         |         |                           |        |       |       |

### San Paolo di Civitate
|                               | Roberto Zampino ✔️ Sindaco | Lista civica di centro-destra                 | 1 574 | 42,13 | 11 |  |  |  |  |
|                               | Michele Altieri            | Lista civica di centro-sinistra               | 1 432 | 38,33 | 3  |  |  |  |  |
|                               | Armando Infanti            | Democratici di Sinistra-Federazione dei Verdi | 730   | 19,54 | 2  |  |  |  |  |
| Totale                        | Totale                     |                                               | 3 736 | 100   | 16 |  |  |  |  |
|                               |                            |                                               |       |       |    |  |  |  |  |
| Fonte: Ministero dell'interno |                            |                                               |       |       |    |  |  |  |  |

## Provincia di Lecce

### Alezio
|                               | Fernando D'Aprile ✔️ Sindaco | Centro-sinistra               | 1 807 | 49,24 | 11 |  |  |  |  |
|                               | Giorgio Petrucelli           | Lista civica di centro-destra | 1 504 | 40,98 | 4  |  |  |  |  |
|                               | Oronzo Sergio Provenzano     | Centro                        | 359   | 9,78  | 1  |  |  |  |  |
| Totale                        | Totale                       |                               | 3 670 | 100   | 16 |  |  |  |  |
|                               |                              |                               |       |       |    |  |  |  |  |
| Fonte: Ministero dell'interno |                              |                               |       |       |    |  |  |  |  |

### Calimera
|                               | Francesco Rocco Panese ✔️ Sindaco | Lista civica di centro-sinistra | 3 077 | 58,25 | 11 |  |  |  |  |
|                               | Luigi Mazzei                      | Lista civica di centro-destra   | 2 205 | 41,75 | 5  |  |  |  |  |
| Totale                        | Totale                            |                                 | 5 282 | 100   | 16 |  |  |  |  |
|                               |                                   |                                 |       |       |    |  |  |  |  |
| Fonte: Ministero dell'interno |                                   |                                 |       |       |    |  |  |  |  |

### Carmiano
|                               | Achille Villani Miglietta ✔️ Sindaco | Lista civica di centro-destra   | 5 525 | 65,36 | 13 |  |  |  |  |
|                               | Arcangelo Martena                    | Lista civica di centro-sinistra | 2 928 | 34,64 | 7  |  |  |  |  |
| Totale                        | Totale                               |                                 | 8 453 | 100   | 20 |  |  |  |  |
|                               |                                      |                                 |       |       |    |  |  |  |  |
| Fonte: Ministero dell'interno |                                      |                                 |       |       |    |  |  |  |  |

### Galatina
| Candidati                                | Candidati                   | II turno             | II turno        | I turno | I turno | Liste                   | Voti   | %     | Seggi |
| Candidati                                | Candidati                   | Voti                 | %               | Voti    | %       | Liste                   | Voti   | %     | Seggi |
| ---------------------------------------- | --------------------------- | -------------------- | --------------- | ------- | ------- | ----------------------- | ------ | ----- | ----- |
|                                          | Giuseppe Garrisi ✔️ Sindaco | 8 461                | 52,37           | 7 391   | 39,08   | Alleanza Nazionale      | 2 055  | 11,71 | 3     |
| Lista Civica                             | Giuseppe Garrisi ✔️ Sindaco | 8 461                | 52,37           | 7 391   | 39,08   | 1 907                   | 10,86  | 2     |       |
| Centro Cristiano Democratico             | Giuseppe Garrisi ✔️ Sindaco | 8 461                | 52,37           | 7 391   | 39,08   | 1 143                   | 6,51   | 1     |       |
| Lista civica di centro-destra            | Giuseppe Garrisi ✔️ Sindaco | 8 461                | 52,37           | 7 391   | 39,08   | 671                     | 3,82   | 1     |       |
| Cristiano Democratici                    | Giuseppe Garrisi ✔️ Sindaco | 8 461                | 52,37           | 7 391   | 39,08   | 198                     | 1,13   | –     |       |
| I Liberal Sgarbi                         | Giuseppe Garrisi ✔️ Sindaco | 8 461                | 52,37           | 7 391   | 39,08   | 172                     | 0,98   | –     |       |
|                                          | Giancarlo Vallone           | 7 695                | 47,63           | 9 019   | 47,69   | Democratici di Sinistra | 3 259  | 18,57 | 4     |
| I Democratici                            | Giancarlo Vallone           | 7 695                | 47,63           | 9 019   | 47,69   | 1 675                   | 9,54   | 2     |       |
| Socialisti Democratici Italiani          | Giancarlo Vallone           | 7 695                | 47,63           | 9 019   | 47,69   | 1 611                   | 9,18   | 2     |       |
| Partito Popolare Italiano                | Giancarlo Vallone           | 7 695                | 47,63           | 9 019   | 47,69   | 1 307                   | 7,45   | 1     |       |
| Rifondazione Comunista                   | Giancarlo Vallone           | 7 695                | 47,63           | 9 019   | 47,69   | 528                     | 3,01   | –     |       |
| Federazione dei Verdi-Comunisti Italiani | Giancarlo Vallone           | 7 695                | 47,63           | 9 019   | 47,69   | 407                     | 2,32   | –     |       |
| Seggio di coalizione                     | Seggio di coalizione        | Seggio di coalizione | 47,63           | 9 019   | 47,69   | 1                       |        |       |       |
|                                          | Giovanni Sabato             | Giovanni Sabato      | Giovanni Sabato | 2 502   | 13,23   | Forza Italia            | 2 070  | 11,79 | 2     |
| Cristiani Democratici Uniti              | Giovanni Sabato             | Giovanni Sabato      | Giovanni Sabato | 2 502   | 13,23   | 369                     | 2,10   | –     |       |
| Movimento Sociale Fiamma Tricolore       | Giovanni Sabato             | Giovanni Sabato      | Giovanni Sabato | 2 502   | 13,23   | 182                     | 1,04   | –     |       |
| Seggio di coalizione                     | Seggio di coalizione        | Seggio di coalizione | Giovanni Sabato | 2 502   | 13,23   | 1                       |        |       |       |
| Totale                                   | Totale                      | 16 156               | 100             | 18 912  | 100     |                         | 17 554 | 100   | 20    |
|                                          |                             |                      |                 |         |         |                         |        |       |       |
| Fonte: Ministero dell'interno            |                             |                      |                 |         |         |                         |        |       |       |

### Lequile
|                               | Antonio Caiaffa ✔️ Sindaco | Centro       | 2 724 | 50,61 | 11 |  |  |  |  |
|                               | Fabiola Quarta             | Lista civica | 2 296 | 42,66 | 5  |  |  |  |  |
|                               | Maurizio Dell'Anna         | Sinistra     | 362   | 6,73  | –  |  |  |  |  |
| Totale                        | Totale                     |              | 5 382 | 100   | 16 |  |  |  |  |
|                               |                            |              |       |       |    |  |  |  |  |
| Fonte: Ministero dell'interno |                            |              |       |       |    |  |  |  |  |

### Maglie
|                               | Francesco Chirilli ✔️ Sindaco | 6 479                | 62,13 | Forza Italia                | 4 258 | 44,98 | 9  |  |  |
| Alleanza Nazionale            | Francesco Chirilli ✔️ Sindaco | 6 479                | 62,13 | 1 355                       | 14,31 | 3     |    |  |  |
| Centro Cristiano Democratico  | Francesco Chirilli ✔️ Sindaco | 6 479                | 62,13 | 976                         | 10,31 | 2     |    |  |  |
|                               | Maria Rosaria De Lumé         | 3 138                | 30,09 | Democratici di Sinistra     | 1 554 | 16,42 | 3  |  |  |
| I Democratici                 | Maria Rosaria De Lumé         | 3 138                | 30,09 | 860                         | 9,09  | 1     |    |  |  |
| Seggio di coalizione          | Seggio di coalizione          | Seggio di coalizione | 30,09 | 1                           |       |       |    |  |  |
|                               | Vincenzo Puzzovio             | 811                  | 7,78  | Federazione dei Verdi-Altri | 463   | 4,89  | –  |  |  |
| Seggio di coalizione          | Seggio di coalizione          | Seggio di coalizione | 7,78  | 1                           |       |       |    |  |  |
| Totale                        | Totale                        | 10 428               | 100   |                             | 9 466 | 100   | 20 |  |  |
|                               |                               |                      |       |                             |       |       |    |  |  |
| Fonte: Ministero dell'interno |                               |                      |       |                             |       |       |    |  |  |

### Melpignano
|                               | Sergio Blasi ✔️ Sindaco | L'Ulivo | 1 000 | 62,46 | 8  |  |  |  |  |
|                               | Luigi Sicuro            | Centro  | 601   | 37,54 | 4  |  |  |  |  |
| Totale                        | Totale                  |         | 1 601 | 100   | 12 |  |  |  |  |
|                               |                         |         |       |       |    |  |  |  |  |
| Fonte: Ministero dell'interno |                         |         |       |       |    |  |  |  |  |

### Neviano
|                               | Antonio Michele Megha ✔️ Sindaco | Lista civica di centro-destra   | 2 016 | 51,05 | 11 |  |  |  |  |
|                               | Leonardo Colopi                  | Lista civica di centro-sinistra | 1 069 | 27,07 | 3  |  |  |  |  |
|                               | Cosimo Francesco Napoli          | Lista civica di centro-destra   | 864   | 21,88 | 2  |  |  |  |  |
| Totale                        | Totale                           |                                 | 3 949 | 100   | 16 |  |  |  |  |
|                               |                                  |                                 |       |       |    |  |  |  |  |
| Fonte: Ministero dell'interno |                                  |                                 |       |       |    |  |  |  |  |

### Parabita
|                               | Adriano Merico ✔️ Sindaco | Lista civica di centro-sinistra | 3 405 | 53,83 | 13 |  |  |  |  |
|                               | Alfredo Cacciapaglia      | Lista civica di centro-destra   | 2 465 | 38,97 | 6  |  |  |  |  |
|                               | Tommaso Fracasso          | Lista civica di centro-sinistra | 455   | 7,19  | 1  |  |  |  |  |
| Totale                        | Totale                    |                                 | 6 325 | 100   | 20 |  |  |  |  |
|                               |                           |                                 |       |       |    |  |  |  |  |
| Fonte: Ministero dell'interno |                           |                                 |       |       |    |  |  |  |  |

### Ruffano
|                               | Luigi Nicola Fiorito ✔️ Sindaco | Centro-sinistra | 4 972 | 100,00 | 20 |  |  |  |  |
| Totale                        | Totale                          |                 | 4 972 | 100    | 20 |  |  |  |  |
|                               |                                 |                 |       |        |    |  |  |  |  |
| Fonte: Ministero dell'interno |                                 |                 |       |        |    |  |  |  |  |

### Surbo
|                               | Franco Vincenti ✔️ Sindaco | Lista civica di centro-destra | 2 946 | 36,64 | 13 |  |  |  |  |
|                               | Luigi Passiatore           | L'Ulivo                       | 2 938 | 36,54 | 4  |  |  |  |  |
|                               | Antonio Cirio              | Centro                        | 2 157 | 26,83 | 3  |  |  |  |  |
| Totale                        | Totale                     |                               | 8 041 | 100   | 20 |  |  |  |  |
|                               |                            |                               |       |       |    |  |  |  |  |
| Fonte: Ministero dell'interno |                            |                               |       |       |    |  |  |  |  |

1. ↑  Lista sostenuta da Forza Italia.

### Veglie
|                               | Roberto Carlà ✔️ Sindaco | Lista civica di centro-destra   | 5 079 | 56,24 | 13 |  |  |  |  |
|                               | Alessandro Aprile        | Lista civica di centro-sinistra | 3 686 | 40,81 | 7  |  |  |  |  |
|                               | Walther Mazzotta         | Centro                          | 266   | 2,95  | –  |  |  |  |  |
| Totale                        | Totale                   |                                 | 9 031 | 100   | 20 |  |  |  |  |
|                               |                          |                                 |       |       |    |  |  |  |  |
| Fonte: Ministero dell'interno |                          |                                 |       |       |    |  |  |  |  |

## Provincia di Taranto

### Castellaneta
|                                                                         | Rocco Vito Loreto ✔️ Sindaco | 6 811                | 55,68 | Democratici di Sinistra | 2 809  | 24,32 | 6  |  |  |
| Forum                                                                   | Rocco Vito Loreto ✔️ Sindaco | 6 811                | 55,68 | 1 213                   | 10,50  | 3     |    |  |  |
| Lista civica di centro-sinistra                                         | Rocco Vito Loreto ✔️ Sindaco | 6 811                | 55,68 | 864                     | 7,48   | 2     |    |  |  |
| Lista civica di centro-sinistra                                         | Rocco Vito Loreto ✔️ Sindaco | 6 811                | 55,68 | 728                     | 6,30   | 1     |    |  |  |
| Rifondazione Comunista                                                  | Rocco Vito Loreto ✔️ Sindaco | 6 811                | 55,68 | 380                     | 3,29   | –     |    |  |  |
| Partito Popolare Italiano-Socialisti Democratici Italiani-I Democratici | Rocco Vito Loreto ✔️ Sindaco | 6 811                | 55,68 | 364                     | 3,15   | –     |    |  |  |
|                                                                         | Annibale Cassano             | 5 421                | 44,32 | Forza Italia            | 2 481  | 21,48 | 5  |  |  |
| Alleanza Nazionale                                                      | Annibale Cassano             | 5 421                | 44,32 | 942                     | 8,15   | 1     |    |  |  |
| Lista civica di centro-destra                                           | Annibale Cassano             | 5 421                | 44,32 | 564                     | 4,88   | 1     |    |  |  |
| Lista civica di centro-destra                                           | Annibale Cassano             | 5 421                | 44,32 | 457                     | 3,96   | –     |    |  |  |
| Lista civica di centro-destra                                           | Annibale Cassano             | 5 421                | 44,32 | 443                     | 3,83   | –     |    |  |  |
| Centro Cristiano Democratico                                            | Annibale Cassano             | 5 421                | 44,32 | 277                     | 2,40   | –     |    |  |  |
| Seggio di coalizione                                                    | Seggio di coalizione         | Seggio di coalizione | 44,32 | 1                       |        |       |    |  |  |
| Totale                                                                  | Totale                       | 12 232               | 100   |                         | 11 552 | 100   | 20 |  |  |
|                                                                         |                              |                      |       |                         |        |       |    |  |  |
| Fonte: Ministero dell'interno                                           |                              |                      |       |                         |        |       |    |  |  |

### Montemesola
|                               | Nicola Franco ✔️ Sindaco | Lista civica | 1 626 | 57,37 | 11 |  |  |  |  |
|                               | Maurizio Romanazzo       | Sinistra     | 1 208 | 42,63 | 5  |  |  |  |  |
| Totale                        | Totale                   |              | 2 834 | 100   | 16 |  |  |  |  |
|                               |                          |              |       |       |    |  |  |  |  |
| Fonte: Ministero dell'interno |                          |              |       |       |    |  |  |  |  |

### Sava
|                                 | Aldo Maggi ✔️ Sindaco | 5 538                | 52,65 | Partito Popolare Italiano | 1 987 | 19,99 | 5  |  |  |
| Democratici di Sinistra         | Aldo Maggi ✔️ Sindaco | 5 538                | 52,65 | 1 642                     | 16,52 | 4     |    |  |  |
| I Democratici                   | Aldo Maggi ✔️ Sindaco | 5 538                | 52,65 | 1 046                     | 10,52 | 3     |    |  |  |
| UDEUR                           | Aldo Maggi ✔️ Sindaco | 5 538                | 52,65 | 315                       | 3,17  | –     |    |  |  |
| Partito dei Comunisti Italiani  | Aldo Maggi ✔️ Sindaco | 5 538                | 52,65 | 195                       | 1,96  | –     |    |  |  |
|                                 | Antonio Aqulino       | 2 458                | 23,37 | Forza Italia              | 1 466 | 14,75 | 2  |  |  |
| Socialisti Democratici Italiani | Antonio Aqulino       | 2 458                | 23,37 | 684                       | 6,88  | 1     |    |  |  |
| Cristiani Democratici Uniti     | Antonio Aqulino       | 2 458                | 23,37 | 509                       | 5,12  | 1     |    |  |  |
| Seggio di coalizione            | Seggio di coalizione  | Seggio di coalizione | 23,37 | 1                         |       |       |    |  |  |
|                                 | Francesco Cocco       | 2 371                | 22,54 | Alleanza Nazionale        | 887   | 8,92  | 1  |  |  |
| Centro Cristiano Democratico    | Francesco Cocco       | 2 371                | 22,54 | 459                       | 4,62  | 1     |    |  |  |
| Lista Civica                    | Francesco Cocco       | 2 371                | 22,54 | 397                       | 3,99  | –     |    |  |  |
| Prospettive                     | Francesco Cocco       | 2 371                | 22,54 | 196                       | 1,97  | –     |    |  |  |
| Seggio di coalizione            | Seggio di coalizione  | Seggio di coalizione | 22,54 | 1                         |       |       |    |  |  |
|                                 | Tonino Abramo Stani   | 152                  | 1,45  | Rifondazione Comunista    | 159   | 1,60  | –  |  |  |
| Totale                          | Totale                | 10 519               | 100   |                           | 9 942 | 100   | 20 |  |  |
|                                 |                       |                      |       |                           |       |       |    |  |  |
| Fonte: Ministero dell'interno   |                       |                      |       |                           |       |       |    |  |  |

### Statte
| Candidati                       | Candidati                 | II turno             | II turno         | I turno | I turno | Liste                     | Voti  | %     | Seggi |
| Candidati                       | Candidati                 | Voti                 | %                | Voti    | %       | Liste                     | Voti  | %     | Seggi |
| ------------------------------- | ------------------------- | -------------------- | ---------------- | ------- | ------- | ------------------------- | ----- | ----- | ----- |
|                                 | Angelo Gigante ✔️ Sindaco | 3 821                | 51,65            | 3 329   | 38,53   | Democratici di Sinistra   | 1 564 | 19,42 | 6     |
| Partito Popolare Italiano       | Angelo Gigante ✔️ Sindaco | 3 821                | 51,65            | 3 329   | 38,53   | 889                       | 11,04 | 4     |       |
| UDEUR                           | Angelo Gigante ✔️ Sindaco | 3 821                | 51,65            | 3 329   | 38,53   | 295                       | 3,66  | 1     |       |
| Socialisti Democratici Italiani | Angelo Gigante ✔️ Sindaco | 3 821                | 51,65            | 3 329   | 38,53   | 286                       | 3,55  | 1     |       |
|                                 | Nicola Castelli           | 3 577                | 48,35            | 3 400   | 39,36   | Forza Italia              | 1 817 | 22,56 | 3     |
| Alleanza Nazionale              | Nicola Castelli           | 3 577                | 48,35            | 3 400   | 39,36   | 1 300                     | 16,14 | 2     |       |
| Partito Democratico Cristiano   | Nicola Castelli           | 3 577                | 48,35            | 3 400   | 39,36   | 201                       | 2,50  | –     |       |
| Centro Cristiano Democratico    | Nicola Castelli           | 3 577                | 48,35            | 3 400   | 39,36   | 161                       | 2,00  | –     |       |
| Seggio di coalizione            | Seggio di coalizione      | Seggio di coalizione | 48,35            | 3 400   | 39,36   | 1                         |       |       |       |
|                                 | Pietro Minardi            | Pietro Minardi       | Pietro Minardi   | 1 820   | 21,07   | I Democratici-Altri       | 997   | 12,38 | 1     |
| Rifondazione Comunista          | Pietro Minardi            | Pietro Minardi       | Pietro Minardi   | 1 820   | 21,07   | 295                       | 3,66  | –     |       |
| Seggio di coalizione            | Seggio di coalizione      | Seggio di coalizione | Pietro Minardi   | 1 820   | 21,07   | 1                         |       |       |       |
|                                 | Tommaso Pernisco          | Tommaso Pernisco     | Tommaso Pernisco | 206     | 2,38    | Lega d'Azione Meridionale | 249   | 3,09  | –     |
| Totale                          | Totale                    | 7 398                | 100              | 8 639   | 100     |                           | 8 054 | 100   | 20    |
|                                 |                           |                      |                  |         |         |                           |       |       |       |
| Fonte: Ministero dell'interno   |                           |                      |                  |         |         |                           |       |       |       |

### Taranto
| Candidati                                        | Candidati                   | II turno             | II turno          | I turno | I turno | Liste                                     | Voti    | %     | Seggi |
| Candidati                                        | Candidati                   | Voti                 | %                 | Voti    | %       | Liste                                     | Voti    | %     | Seggi |
| ------------------------------------------------ | --------------------------- | -------------------- | ----------------- | ------- | ------- | ----------------------------------------- | ------- | ----- | ----- |
|                                                  | Rossana Di Bello ✔️ Sindaca | 55 181               | 57,55             | 61 252  | 49,03   | Forza Italia                              | 30 785  | 27,74 | 15    |
| Centro Cristiano Democratico                     | Rossana Di Bello ✔️ Sindaca | 55 181               | 57,55             | 61 252  | 49,03   | 7 838                                     | 7,06    | 4     |       |
| Alleanza Nazionale                               | Rossana Di Bello ✔️ Sindaca | 55 181               | 57,55             | 61 252  | 49,03   | 7 653                                     | 6,90    | 3     |       |
| Prospettive                                      | Rossana Di Bello ✔️ Sindaca | 55 181               | 57,55             | 61 252  | 49,03   | 3 358                                     | 3,03    | 1     |       |
| Partito Democratico Cristiano                    | Rossana Di Bello ✔️ Sindaca | 55 181               | 57,55             | 61 252  | 49,03   | 2 568                                     | 2,31    | 1     |       |
| Partito Socialista-I Liberal Sgarbi-Il Trifoglio | Rossana Di Bello ✔️ Sindaca | 55 181               | 57,55             | 61 252  | 49,03   | 1 759                                     | 1,59    | –     |       |
| Sviluppo Sociale Lavoro                          | Rossana Di Bello ✔️ Sindaca | 55 181               | 57,55             | 61 252  | 49,03   | 413                                       | 0,37    | –     |       |
| Movimento Democratico Italiano                   | Rossana Di Bello ✔️ Sindaca | 55 181               | 57,55             | 61 252  | 49,03   | 381                                       | 0,34    | –     |       |
|                                                  | Raffaele Valla              | 40 706               | 42,45             | 47 626  | 38,12   | Democratici di Sinistra                   | 18 268  | 16,46 | 6     |
| Partito Popolare Italiano                        | Raffaele Valla              | 40 706               | 42,45             | 47 626  | 38,12   | 5 937                                     | 5,35    | 2     |       |
| I Democratici                                    | Raffaele Valla              | 40 706               | 42,45             | 47 626  | 38,12   | 4 314                                     | 3,89    | 1     |       |
| UDEUR                                            | Raffaele Valla              | 40 706               | 42,45             | 47 626  | 38,12   | 3 555                                     | 3,20    | 1     |       |
| Socialisti Democratici Italiani                  | Raffaele Valla              | 40 706               | 42,45             | 47 626  | 38,12   | 2 643                                     | 2,38    | 1     |       |
| Rifondazione Comunista                           | Raffaele Valla              | 40 706               | 42,45             | 47 626  | 38,12   | 2 613                                     | 2,35    | 1     |       |
| Taranto Solidale                                 | Raffaele Valla              | 40 706               | 42,45             | 47 626  | 38,12   | 1 703                                     | 1,53    | –     |       |
| Comunisti Italiani                               | Raffaele Valla              | 40 706               | 42,45             | 47 626  | 38,12   | 753                                       | 0,68    | –     |       |
| Federazione dei Verdi                            | Raffaele Valla              | 40 706               | 42,45             | 47 626  | 38,12   | 744                                       | 0,67    | –     |       |
| Rinnovamento Italiano                            | Raffaele Valla              | 40 706               | 42,45             | 47 626  | 38,12   | 618                                       | 0,56    | –     |       |
| Seggio di coalizione                             | Seggio di coalizione        | Seggio di coalizione | 42,45             | 47 626  | 38,12   | 1                                         |         |       |       |
|                                                  | Mario Cito                  | Mario Cito           | Mario Cito        | 9 891   | 7,92    | Lega d'Azione Meridionale                 | 8 905   | 8,02  | 1     |
| Seggio di coalizione                             | Seggio di coalizione        | Seggio di coalizione | Mario Cito        | 9 891   | 7,92    | 1                                         |         |       |       |
|                                                  | Arturo Messinese            | Arturo Messinese     | Arturo Messinese  | 3 314   | 2,65    | Federazione di Centro                     | 2 231   | 2,01  | –     |
| Cristiani Democratici Uniti                      | Arturo Messinese            | Arturo Messinese     | Arturo Messinese  | 3 314   | 2,65    | 1 483                                     | 1,34    | –     |       |
| Seggio di coalizione                             | Seggio di coalizione        | Seggio di coalizione | Arturo Messinese  | 3 314   | 2,65    | 1                                         |         |       |       |
|                                                  | Francesco Vitanza           | Francesco Vitanza    | Francesco Vitanza | 2 378   | 1,90    | Lega del Polo                             | 2 083   | 1,88  | –     |
|                                                  | Giuseppe Quaranta           | Giuseppe Quaranta    | Giuseppe Quaranta | 259     | 0,21    | Lista Quaranta                            | 181     | 0,16  | –     |
|                                                  | Alfonso Alfano              | Alfonso Alfano       | Alfonso Alfano    | 215     | 0,17    | Movimento Disoccupati Precari Meridionali | 187     | 0,17  | –     |
| Totale                                           | Totale                      | 95 887               | 100               | 124 935 | 100     |                                           | 110 973 | 100   | 40    |
|                                                  |                             |                      |                   |         |         |                                           |         |       |       |
| Fonte: Ministero dell'interno                    |                             |                      |                   |         |         |                                           |         |       |       |